# Ignacio Ugartetxe
Ignacio Ugartetxe González de Langarica fue un empresario y presidente del Athletic Club de Bilbao desde su elección por parte de la Junta Directiva del Athletic Club el 24 de junio de 2003 hasta su dimisión un año y un día después, convocando elecciones anticipadas el 25 de junio de 2004, estas elecciones, celebradas el 9 de septiembre las ganaría Fernando Lamikiz, quien pasaría a ser su sucesor como presidente del club.   
Durante su mandato decidió darle la alternativa a Ernesto Valverde como entrenador en Primera División y el equipo se clasificó para disputar la Copa de la UEFA 2004-05.    
Asimismo, como hitos más importantes de su período al frente del club, mencionar la renovación de los considerados jugadores franquicia de la plantilla y, paralelamente, con el fin de intentar equilibrar un presupuesto deficitario, la solicitud a la totalidad de la plantilla de la reducción de su masa salarial en un 15 %. Después de un laborioso proceso de reuniones con la plantilla y, paralelamente, de entrevistas personales, la práctica totalidad de los profesionales interpelados aceptó rebajar sus emolumentos. En cambio, no logró con ellos un acuerdo en torno a la cuantía de las primas a percibir.
Al finalizar ese período, la Junta Directiva de la entidad estuvo a punto de ver ejecutados los avales, circunstancia que no se dio ya que la Comisión Delegada de la Liga de Fútbol Profesional, a instancias del presidente entrante, Fernando Lamikiz, decidió, por unanimidad, no hacerlo.
En su faceta estrictamente empresarial, como consejero delegado del Urazca Construcciones, Ugartetxe se vio implicado en la trama de corrupción conocida como el caso Bárcenas. En ese sentido negó, en 2014, su implicación y la de su anterior empresa en la citada trama.